# Wintonotitan wattsi
Wintonotitan wattsi (Wintonotitan = «титан з Вінтона») — динозавр з крейдяного періоду з групи завропод, знайдений в Австралії.

## Вік
Рештки знайдені в крейдових відкладеннях (Альб, Нижня крейда) з Австралії. Зразок QMF 7292 був знайдений за 60 км на північний захід від Winton, в районі Elderslie Station.

## Опис
Весь опис зроблено за рештками скелета, що включає кінцівки, ребра і хребет, виявлені ще у 1974 році Кітом Воттсом (Keith Watts), на честь якого і дано видову назву. Спостерігається схожість з Phuwiangosaurus.